# Mountainbike-Weltmeisterschaften 2022
Die 35. Mountainbike-Weltmeisterschaften wurden von der Union Cycliste Internationale vom 24. bis 28. August 2022 an das französische Les Gets vergeben. Damit kehrten nach 2004 die MTB-Weltmeisterschaften nach Les Gets zurück.
Insgesamt wurden 15 Entscheidungen in fünf Disziplinen ausgetragen. Nachdem bereits 2020 die Wettbewerbe im Four Cross ausfielen, wurden erneut keine Weltmeister in der Disziplin ermittelt.

## Ergebnisse Cross-Country (olympisch) XCO

### Männer Elite
| Platz | Land                   | Sportler        | Zeit       |
| ----- | ---------------------- | --------------- | ---------- |
| 1     | Schweiz                | Nino Schurter   | 1:21:13 h  |
| 2     | Spanien                | David Valero    | + 0:09 min |
| 3     | Italien                | Luca Braidot    | + 0:29 min |
| 4     | Vereinigtes Konigreich | Thomas Pidcock  | + 1:29 min |
| 5     | Schweiz                | Marcel Guerrini | + 1:40 min |
| 6     | Frankreich             | Jordan Sarrou   | + 2:04 min |

Datum: 28. August 2022

### Frauen Elite
| Platz | Land               | Sportler               | Zeit       |
| ----- | ------------------ | ---------------------- | ---------- |
| 1     | Frankreich         | Pauline Ferrand-Prévot | 1:22:08 h  |
| 2     | Schweiz            | Jolanda Neff           | + 1:35 min |
| 3     | Vereinigte Staaten | Haley Batten           | + 2:13 min |
| 4     | Frankreich         | Loana Lecomte          | + 3:27 min |
| 5     | Schweiz            | Alessandra Keller      | + 3:46 min |
| 6     | Niederlande        | Anne Terpstra          | + 4:09 min |

Datum: 28. August 2022

### Männer U23
| Platz | Land               | Sportler         | Zeit       |
| ----- | ------------------ | ---------------- | ---------- |
| 1     | Italien            | Simone Avondetto | 1:10:35 h  |
| 2     | Frankreich         | Mathis Azzaro    | + 0:28 min |
| 3     | Schweiz            | Luca Schätti     | + 0:57 min |
| 4     | Chile              | Martín Vidaurre  | + 1:13 min |
| 5     | Vereinigte Staaten | Bjorn Riley      | + 1:36 min |
| 6     | Italien            | Filippo Fontana  | + 1:49 min |

Datum: 28. August 2022

### Frauen U23
| Platz | Land        | Sportler          | Zeit       |
| ----- | ----------- | ----------------- | ---------- |
| 1     | Frankreich  | Line Burquier     | 1:11:09 h  |
| 2     | Niederlande | Puck Pieterse     | + 0:43 min |
| 3     | Danemark    | Sofie Pedersen    | + 0:59 min |
| 4     | Italien     | Giada Specia      | + 1:51 min |
| 5     | Schweiz     | Ronja Blöchlinger | + 1:51 min |
| 6     | Schweiz     | Noëlle Buri       | + 2:47 min |

Datum: 28. August 2022

### Junioren
| Platz | Land        | Sportler                 | Zeit       |
| ----- | ----------- | ------------------------ | ---------- |
| 1     | Deutschland | Paul Schehl              | 1:02:48 h  |
| 2     | Schweiz     | Jan Christen             | + 0:18 min |
| 3     | Frankreich  | Paul Magnier             | + 0:24 min |
| 4     | Niederlande | Rens Teunissen van Manen | + 1:18 min |
| 5     | Deutschland | Benjamin Krüger          | + 1:30 min |
| 6     | Deutschland | Emil Herzog              | + 1:46 min |

Datum: 25. August 2022

### Juniorinnen
| Platz | Land                   | Sportler              | Zeit       |
| ----- | ---------------------- | --------------------- | ---------- |
| 1     | Schweiz                | Monique Halter        | 59:37 min  |
| 2     | Schweiz                | Lea Huber             | + 1:16 min |
| 3     | Polen                  | Natalia Grzegorzewska | + 1:26 min |
| 4     | Deutschland            | Antonia Weeger        | + 1:56 min |
| 5     | Vereinigtes Konigreich | Ella Maclean-Howell   | + 2:40 min |
| 6     | Italien                | Valentina Corvi       | + 3:04 min |

Datum: 25. August 2022

## Ergebnisse Cross-Country Short Track XCC

### Männer
| Platz | Land       | Sportler                  | Zeit       |
| ----- | ---------- | ------------------------- | ---------- |
| 1     | Neuseeland | Samuel Gaze               | 22:21 min  |
| 2     | Schweiz    | Filippo Colombo           | + 0:03 min |
| 3     | Schweiz    | Thomas Litscher           | + 0:07 min |
| 4     | Sudafrika  | Alan Hatherly             | + 0:13 min |
| 5     | Lettland   | Mārtiņš Blūms             | + 0:16 min |
| 6     | Danemark   | Sebastian Fini Carstensen | + 0:19 min |

Datum: 26. August 2022

### Frauen
| Platz | Land                   | Sportler               | Zeit       |
| ----- | ---------------------- | ---------------------- | ---------- |
| 1     | Frankreich             | Pauline Ferrand-Prévot | 21:56 min  |
| 2     | Schweiz                | Alessandra Keller      | + 0:18 min |
| 3     | Vereinigte Staaten     | Gwendalyn Gibson       | + 0:21 min |
| 4     | Schweiz                | Jolanda Neff           | + 0:26 min |
| 5     | Vereinigtes Konigreich | Evie Richards          | + 0:29 min |
| 6     | Italien                | Greta Seiwald          | + 0:36 min |

Datum: 26. August 2022

## Ergebnisse Cross-Country Staffel (Mixed) XCR
| Platz | Land               | Sportler                                                                                 | Zeit       |
| ----- | ------------------ | ---------------------------------------------------------------------------------------- | ---------- |
| 1     | Schweiz            | Dario Lillo Khalid Sidahmed Ramona Forchini Ronja Blöchlinger Anina Hutter Nino Schurter | 1:17:14 h  |
| 2     | Italien            | Luca Braidot Marco Betteo Martina Berta Valentina Corvi Giada Specia Simone Avondetto    | + 0:06 min |
| 3     | Vereinigte Staaten | Christopher Blevins Cayden Parker Madigan Munro Bailey Cioppa Haley Batten Riley Amos    | + 0:14 min |
| 4     | Dänemark           |                                                                                          | + 1:19 min |
| 5     | Frankreich         |                                                                                          | + 1:35 min |
| 6     | Niederlande        |                                                                                          | + 2:13 min |

Datum: 24. August 2022

## Ergebnisse Downhill DHI

### Männer Elite
| Platz | Land                   | Sportler         | Zeit         |
| ----- | ---------------------- | ---------------- | ------------ |
| 1     | Frankreich             | Loïc Bruni       | 3:20.478 min |
| 2     | Frankreich             | Amaury Pierron   | 3:23.059 min |
| 3     | Frankreich             | Loris Vergier    | 3:23.864 min |
| 4     | Australien             | Troy Brosnan     | 3:24.388 min |
| 5     | Vereinigtes Konigreich | Laurie Greenland | 3:24.529 min |
| 6     | Schweden               | Oliver Zwar      | 3:24.808 min |

Datum: 27. August 2022

### Frauen Elite
| Platz | Land                   | Sportler         | Zeit         |
| ----- | ---------------------- | ---------------- | ------------ |
| 1     | Osterreich             | Valentina Höll   | 3:53.857 min |
| 2     | Deutschland            | Nina Hoffmann    | 3:54.763 min |
| 3     | Frankreich             | Myriam Nicole    | 3:57.304 min |
| 4     | Schweiz                | Camille Balanche | 3:58.062 min |
| 5     | Slowenien              | Monika Hrastnik  | 3:59.570 min |
| 6     | Vereinigtes Konigreich | Stacey Fisher    | 4:04.623 min |

Datum: 27. August 2022

### Junioren
| Platz | Land                   | Sportler          | Zeit         |
| ----- | ---------------------- | ----------------- | ------------ |
| 1     | Vereinigtes Konigreich | Jordan Williams   | 3:28.324 min |
| 2     | Australien             | Remy Meier-Smith  | 3:34.240 min |
| 3     | Italien                | Davide Cappello   | 3:36.021 min |
| 4     | Vereinigte Staaten     | Kenneth Pinkerton | 3:36.044 min |
| 5     | Kanada                 | Bodhi Kuhn        | 3:37.777 min |
| 6     | Australien             | Sascha Kim        | 3:38.612 min |

Datum: 27. August 2022

### Juniorinnen
| Platz | Land                   | Sportler              | Zeit         |
| ----- | ---------------------- | --------------------- | ------------ |
| 1     | Neuseeland             | Jenna Hastings        | 4:18.541 min |
| 2     | Kanada                 | Gracey Hemstreet      | 4:20.411 min |
| 3     | Kolumbien              | Valentina Roa Sanchez | 4:34.485 min |
| 4     | Vereinigtes Konigreich | Aimi Kanyon           | 4:38.146 min |
| 5     | Frankreich             | Lisa Bouladou         | 4:38.572 min |
| 6     | Australien             | Elise Empey           | 4:40.690 min |

Datum: 27. August 2022

## Ergebnisse E-MTB Cross-Country

### Männer
| Platz | Land       | Sportler       | Zeit       |
| ----- | ---------- | -------------- | ---------- |
| 1     | Frankreich | Jérôme Gilloux | 52:421 min |
| 2     | Frankreich | Hugo Pigeon    | + 0:29 min |
| 3     | Schweiz    | Joris Ryf      | + 0:42 min |
| 4     | Frankreich | Emeric Ienzer  | + 2:15 min |
| 5     | Italien    | Andrea Garibbo | + 3:15 min |
| 6     | Italien    | Martino Fruet  | + 3:31 min |

Datum: 26. August 2022

### Frauen
| Platz | Land        | Sportler              | Zeit       |
| ----- | ----------- | --------------------- | ---------- |
| 1     | Schweiz     | Nicole Göldi          | 47:00 min  |
| 2     | Frankreich  | Justine Tonso         | + 1:15 min |
| 3     | Schweiz     | Nathalie Schneitter   | + 1:25 min |
| 4     | Deutschland | Sofia Wiedenroth      | + 1:49 min |
| 5     | Argentinien | Sofía Gómez Villafañe | + 1:54 min |
| 6     | Frankreich  | Laura Charles         | + 2:66 min |

Datum: 26. August 2022

## Medaillenspiegel
| Platz | Land                   | Gold | Silber | Bronze | Gesamt |
| ----- | ---------------------- | ---- | ------ | ------ | ------ |
| 1     | Frankreich             | 5    | 4      | 3      | 12     |
| 2     | Schweiz                | 4    | 5      | 4      | 13     |
| 3     | Italien                | 1    | 1      | 2      | 4      |
| 4     | Deutschland            | 1    | 1      |        | 2      |
| 4     | Australien             | 1    | 1      |        | 2      |
| 6     | Vereinigtes Königreich | 1    |        |        | 1      |
| 6     | Neuseeland             | 1    |        |        | 1      |
| 6     | Österreich             | 1    |        |        | 1      |
| 9     | Kanada                 |      | 1      |        | 1      |
| 9     | Niederlande            |      | 1      |        | 1      |
| 9     | Spanien                |      | 1      |        | 1      |
| 12    | Vereinigte Staaten     |      |        | 3      | 3      |
| 13    | Dänemark               |      |        | 1      | 1      |
| 13    | Kolumbien              |      |        | 1      | 1      |
| 13    | Polen                  |      |        | 1      | 1      |